# Hans-Helmut Müller
Hans-Helmut Müller, bekannt als H. H. Müller (* 14. Februar 1938 in Hamburg; † 22. Juli 2019 in Berlin) war ein deutscher Schauspieler und Synchronsprecher.

## Leben
Sein Debüt gab er in dem 1976 erschienenen Spielfilm Lieb Vaterland magst ruhig sein. Seit den 1980er-Jahren war er regelmäßig in größeren und kleineren Rollen in Film und Fernsehen zu sehen, unter anderem in Novembermond, Otto – Der neue Film, In der Arche ist der Wurm drin oder Ödipussi und Pappa ante portas – letzterem Film verdankt er durch seine Darstellung des langweiligen Süßwarenfabrikanten Drögel einen größeren Bekanntheitsgrad. Des Weiteren war er in einigen Episodenrollen von Serien wie Wartesaal zum kleinen Glück, Ein Heim für Tiere, Berliner Weiße mit Schuss, Unser Charly oder mehrmals Polizeiruf 110 und Tatort zu sehen. Die Hauptrolle des Gunther Bauermann konnte er in der Comedyserie Bernds Hexe für sich verbuchen.
Als Synchronsprecher konnte man Hans-Helmut Müller in vielen Nebenrollen hören, wie zum Beispiel in Terminator, Total Recall – Die totale Erinnerung, Hellraiser – Das Tor zur Hölle, Der ausgeflippte Waschsalon oder Asterix – Operation Hinkelstein oder in den Serien Allein gegen die Zukunft, Stargate Kommando SG-1 und Perry Mason. In Noble House war er für Duncan Preston in mehreren Episoden zu hören oder auch für Clyde Kusatsu in Raumschiff Enterprise: Das nächste Jahrhundert. Kindern könnte seine Stimme aus Folgen von Benjamin Blümchen, Bibi Blocksberg und Alfred J. Kwak bekannt sein.
H. H. Müller starb am 22. Juli 2019 im Alter von 81 Jahren in Berlin. Die Urnenbeisetzung fand am 14. August 2019 auf dem Friedhof Heerstraße in Berlin-Westend statt.

## Filmografie (Auswahl)
- 1976: Lieb Vaterland magst ruhig sein
- 1976–1980: Direktion City
- 1981: Tatort: Katz und Mäuse
- 1984: Der Schrei des Shi-Kai
- 1985: Tatort: Ordnung ist das halbe Sterben
- 1985: Novembermond
- 1985–1992: Ein Heim für Tiere (TV-Serie, sieben Folgen)
- 1987: Otto – Der neue Film
- 1988: Tatort: Schuldlos schuldig
- 1989: Beim nächsten Mann wird alles anders
- 1989: Schweinegeld
- 1990: Das einfache Glück
- 1991: Pappa ante portas
- 1992: Gute Zeiten, schlechte Zeiten
- 1993: Der Kinoerzähler
- 1994: Polizeiruf 110: Bullerjahn
- 1994: Tatort: Die Sache Baryschna
- 1994: Polizeiruf 110: Kiwi und Ratte
- 1995: Polizeiruf 110: Über Bande
- 1995: Ach du Fröhliche
- 1996: Polizeiruf 110: Gefährliche Küsse
- 1997: Polizeiruf 110: Der Fremde
- 1997: Polizeiruf 110: Über den Tod hinaus
- 1998: Polizeiruf 110: Live in den Tod
- 1998: Hosenflattern
- 1999: Polizeiruf 110: Rasputin
- 1999: Polizeiruf 110: Über den Dächern von Schwerin
- 2000: Polizeiruf 110: Ihr größter Fall
- 2000: Polizeiruf 110: Die Macht und ihr Preis
- 2000: Otto – Der Katastrofenfilm
- 2001: Polizeiruf 110: Seestück mit Mädchen
- 2002: Polizeiruf 110: Vom Himmel gefallen
- 2002–2005: Bernds Hexe (TV-Serie, 31 Folgen)
- 2003: 4 Freunde und 4 Pfoten
- 2003: Polizeiruf 110: Verloren
- 2004: Der Job seines Lebens 2 – Wieder im Amt